# Сідар-Гроув (Нью-Джерсі)
Сідар-Гроув (англ. Cedar Grove) — селище (англ. village) в США, в окрузі Ессекс штату Нью-Джерсі. Населення — 12 980 осіб (2020).

### Клімат
| Клімат : Сідар-Гроув  | Клімат : Сідар-Гроув | Клімат : Сідар-Гроув | Клімат : Сідар-Гроув | Клімат : Сідар-Гроув | Клімат : Сідар-Гроув | Клімат : Сідар-Гроув | Клімат : Сідар-Гроув | Клімат : Сідар-Гроув | Клімат : Сідар-Гроув | Клімат : Сідар-Гроув | Клімат : Сідар-Гроув | Клімат : Сідар-Гроув | Клімат : Сідар-Гроув |
| Показник              | Січ.                 | Лют.                 | Бер.                 | Квіт.                | Трав.                | Черв.                | Лип.                 | Серп.                | Вер.                 | Жовт.                | Лист.                | Груд.                | Рік                  |
| Середній максимум, °C | 3,3                  | 5,0                  | 10,0                 | 15,9                 | 21,8                 | 26,7                 | 29,4                 | 28,3                 | 24,1                 | 18,1                 | 11,8                 | 6,1                  | 16,7                 |
| Середній мінімум, °C  | −5,3                 | −4,2                 | 1,1                  | 6,3                  | 11,7                 | 17,2                 | 20,0                 | 19,2                 | 14,9                 | 8,6                  | 3,8                  | −2,2                 | 7,7                  |
| Норма опадів, мм      | 101                  | 75                   | 107                  | 100                  | 113                  | 86                   | 119                  | 102                  | 102                  | 80                   | 99                   | 91                   | 1175                 |
| Днів з опадами        | 10,5                 | 9,9                  | 10,9                 | 10,8                 | 11,7                 | 10,7                 | 10,0                 | 9,6                  | 9,0                  | 8,3                  | 9,5                  | 10,7                 | 121,6                |
| Днів зі снігом        | 4,9                  | 4,1                  | 2,3                  | ,4                   | 0                    | 0                    | 0                    | 0                    | 0                    | 0                    | ,4                   | 2,3                  | 14,4                 |
| --------------------- | -------------------- | -------------------- | -------------------- | -------------------- | -------------------- | -------------------- | -------------------- | -------------------- | -------------------- | -------------------- | -------------------- | -------------------- | -------------------- |
| Джерело: NOAA         |                      |                      |                      |                      |                      |                      |                      |                      |                      |                      |                      |                      |                      |

## Демографія
Згідно з переписом 2010 року, у селищі мешкало 12 411 особа в 4523 домогосподарствах у складі 3215 родин. Було 4661 помешкання
Расовий склад населення:
| - 89,0 % — білих - 6,5 % — азіатів - 2,5 % — чорних або афроамериканців |

До двох чи більше рас належало 1,1 %. Частка іспаномовних становила 5,9 % від усіх жителів.
За віковим діапазоном населення розподілялося таким чином: 20,2 % — особи молодші 18 років, 56,1 % — особи у віці 18—64 років, 23,7 % — особи у віці 65 років та старші. Медіана віку мешканця становила 46,8 року. На 100 осіб жіночої статі у селищі припадало 87,0 чоловіків;  на 100 жінок у віці від 18 років та старших — 82,9 чоловіків також старших 18 років.
Середній дохід на одне домашнє господарство  становив 128 535 доларів США (медіана — 101 779), а середній дохід на одну сім'ю — 151 995 доларів (медіана — 128 092). Медіана доходів становила 87 542 долари для чоловіків та 62 622 долари для жінок. За межею бідності перебувало 5,0 % осіб, у тому числі 7,9 % дітей у віці до 18 років та 6,0 % осіб у віці 65 років та старших.
Цивільне працевлаштоване населення становило 6084 особи. Основні галузі зайнятості: освіта, охорона здоров'я та соціальна допомога — 26,9 %, науковці, спеціалісти, менеджери — 14,2 %, фінанси, страхування та нерухомість — 10,4 %, роздрібна торгівля — 10,1 %.